# Órdenes reunidas de Nuestra Señora del Monte Carmelo y San Lázaro
Las Órdenes reunidas de Nuestra Señora del Monte Carmelo y San Lázaro u orden reunida de Nuestra Señora del Monte Carmelo y San Lázaro fue una orden de caballería, de carácter hospitalario y militar, del reino de Francia.

## Historia
El origen de la orden se encuentra en la unión de dos órdenes prexistentes.
La más antigua de ellas fue la orden de San Lázaro fundada en Jerusalén hacia 1060 como orden hospitalaria y militar. Tras la pérdida de Jerusalén por los cristianos en el 1187, la orden se refugió en Francia bajo los auspicios de Luis VII. Durante los siglos XIV, XV, y XVI la orden declinó, sufriendo varios intentos de reunión con otras órdenes. En 1572 la rama italiana de la orden fue fusionada con la orden de San Mauricio, creando la orden de los Santos Mauricio y Lázaro. En el caso de la rama francesa la orden sería fusionada con la orden de Nuestra Señora del Monte Carmelo.
Esta orden había sido a instancias de Enrique IV de Francia, mediante bula de Paulo V, en febrero de 1608el 31 de octubre de 1608 mediante un brevet de Enrique IV de Francia, con la orden de Nuestra Señora del Monte Carmelo. Esta orden había sido creada en febrero de 1608 mediante bula de Paulo V a instancias del citado monarca francés con objeto de señalar su adhesión al catolicismo.
Tan solo unos meses después de la creación de esta orden, el 31 de octubre de 1608, Enrique IV la reunió con la rama francesa de la orden de San Lázaro.
El primer gran maestre de las órdenes reunidas fue Charles-Achille de Nérestang.
La reunión de las dos órdenes no sería reconocida por la Sede Apostólica hasta 1668, mediante una bula de 5 de junio, otorgada por Clemente IX. Este mismo año, Luis XIV de Francia había confirmado los privilegios de la orden en el mes de abril.

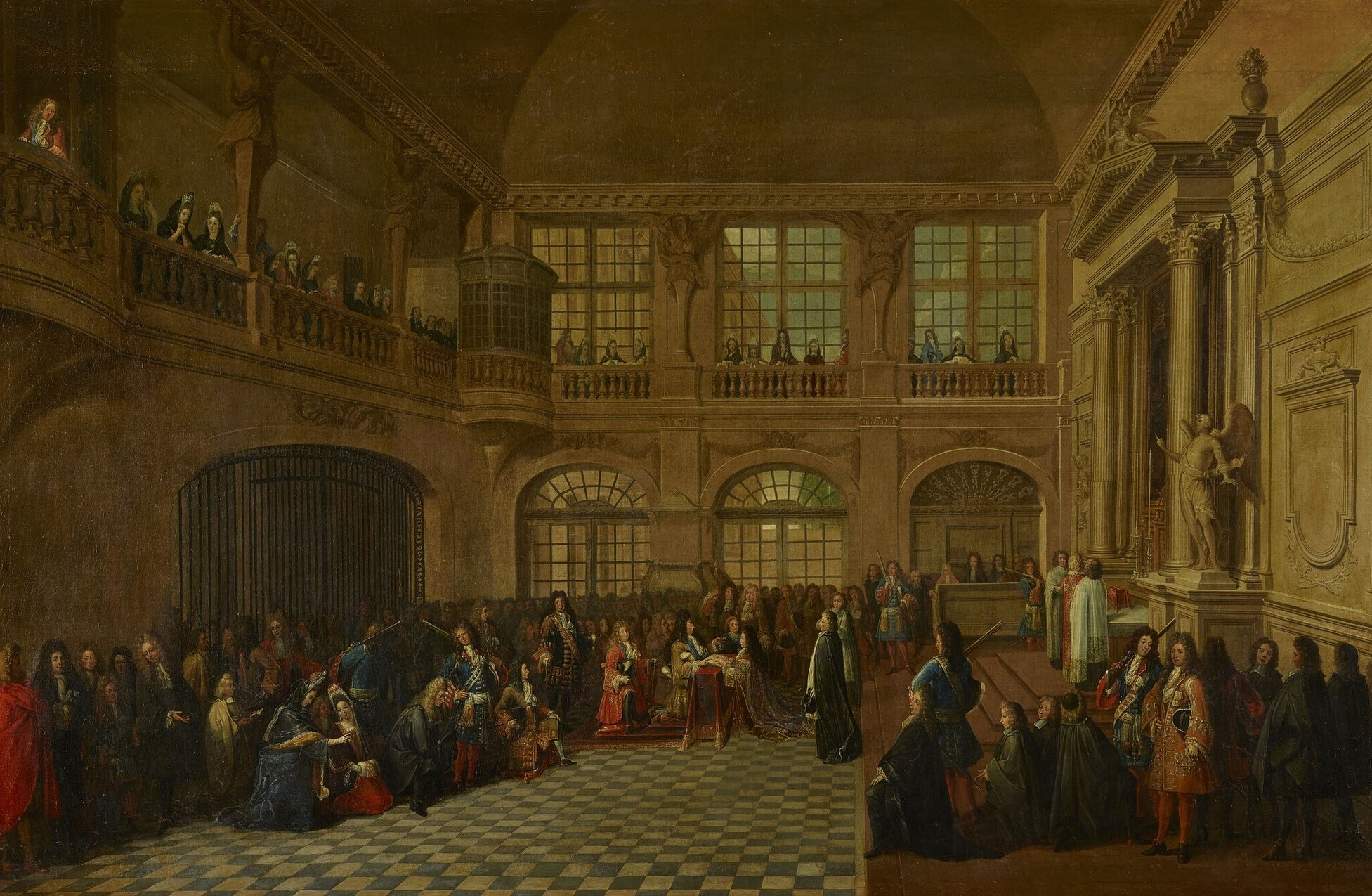
Luis XIV recibiendo el juramento de Philippe de Courcillon como gran maestre de las órdenes reunidas de Nuestra Señora del Monte Carmelo y San Lázaro el 18 de diciembre de 1695 en la capilla del palacio de Versalles. (Óleo de Antoine Pezey conservado en las colecciones del palacio)

La sucesión de grandes maestres de la orden pone en evidencia la progresión de la importancia de la orden, ya que con el tiempo fueron cada vez más cercanos al rey:
- 1691-1720: Philippe de Courcillon, marqués de Dangeau, amigo y privado de Luis XIV de Francia;
- 1720-1752: Luis I de Orleans, primer príncipe de sangre y duque de Orleans;
- 1757-1772: Luis, duque de Berry (después delfín de Francia y finalmente rey bajo el nombre de Luis XVI), nieto primogénito de Luis XV de Francia;
- 1772-1795: Luis, conde de Provenza, nieto secundogénito de Luis XV de Francia y hermano de Luis XVI. Después rey de Francia con el nombre de Luis XVIII.[1]

Frente a otras órdenes más exclusivas existentes en Francia durante el Antiguo Régimen, como la del Espíritu Santo, la orden agrupaba a miembros de la pequeña y baja nobleza.
El maestrazgo de Luis de Francia, conde de Provenza, consolidó la educación militar como vocación y objetivo primordial de la orden. A partir del 21 de enero de 1779, la orden seleccionaba a tres de los alumnos graduados de la École Royale Militaire para entrar en la orden.

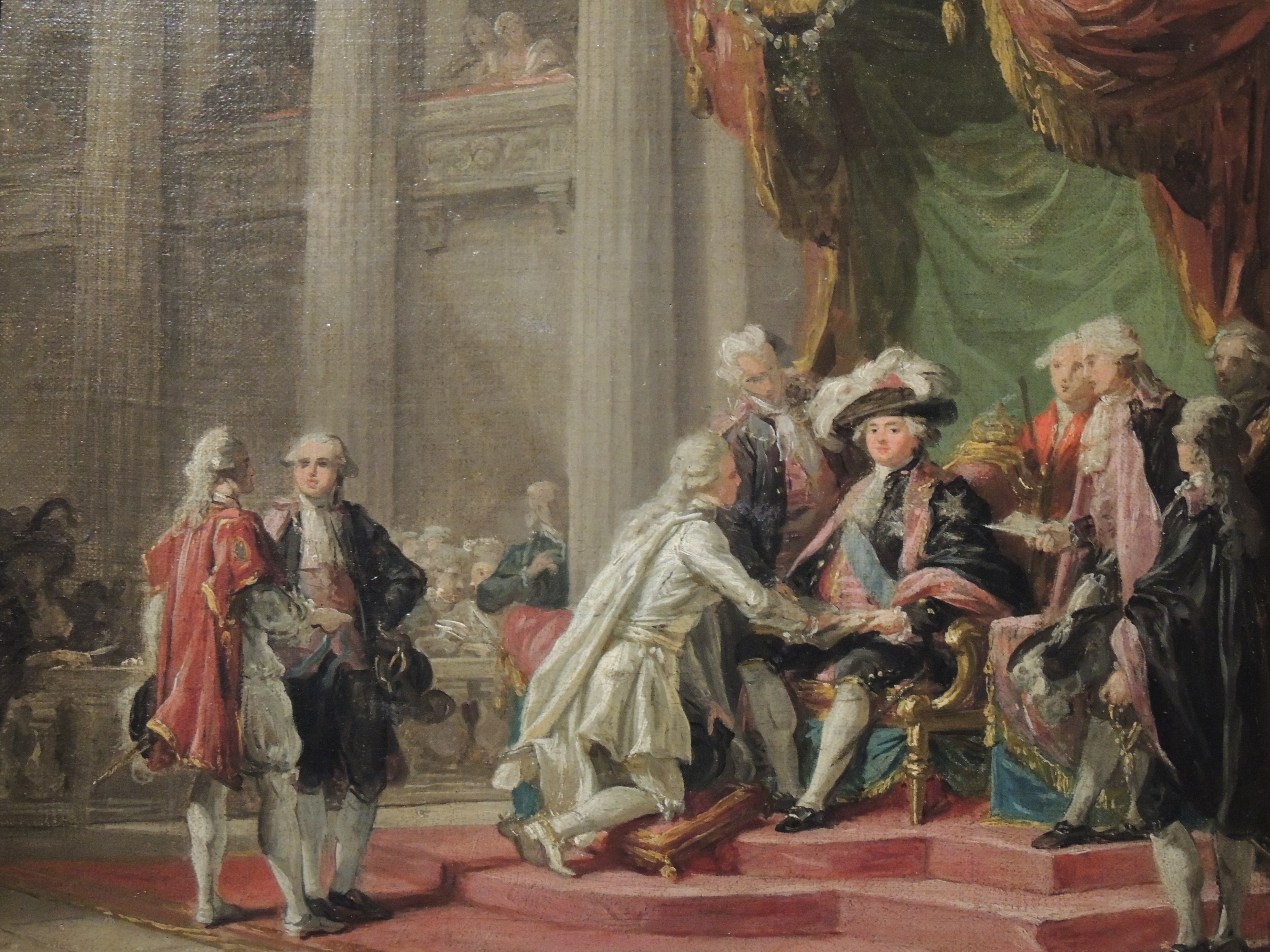
Recepción de caballeros de la orden por Luis, conde de Provenza en 1788. (óleo de Adelaide Labille-Guiard, Museo de la Legión de Honor)

Tras la restauración de los Borbones en 1814, la orden no volvería a ser otorgada. En la Instruction de 5 de mayo de 1824 otorgada por el gran canciller de la orden de la Legión de Honor se recogía el espíritu del nuevo régimen con respecto de la orden:
Depuis l'année 1788, ce dernier ordre ne se confère plus: on le laisse éteindre. (Desde 1788, esta última orden no se otorga: se la deja extinguirse)
A pesar de esta última afirmación, Luis XVIII había nombrado caballero de honor a un oficial ruso durante su exilio en Mittau (1797-1801).
Tras la Revolución de Julio, la orden sería suprimida junto con la orden del Espíritu Santo, la orden de San Miguel y la orden de San Luis.

## Estructura
La orden contaba con un protector que era el rey de Francia, un gran maestre elegido por este y comendadores y caballeros.
Contaba con cuatro miembros conocidos como grandes oficiales: el canciller y guarda-sellos de la orden, superintendente de finanzas; prevoste y maestro de ceremonias; tesorero general; notario y secretario general.
Así mismo existían otros oficiales como el genealogista, varios ujieres o un historiógrafo.
Además, en 1788, antes del fin del antiguo régimen, contaba con un consejo de la orden, formado por los siguientes comendadores y algunos de los grandes oficios de la orden.

## Insignias

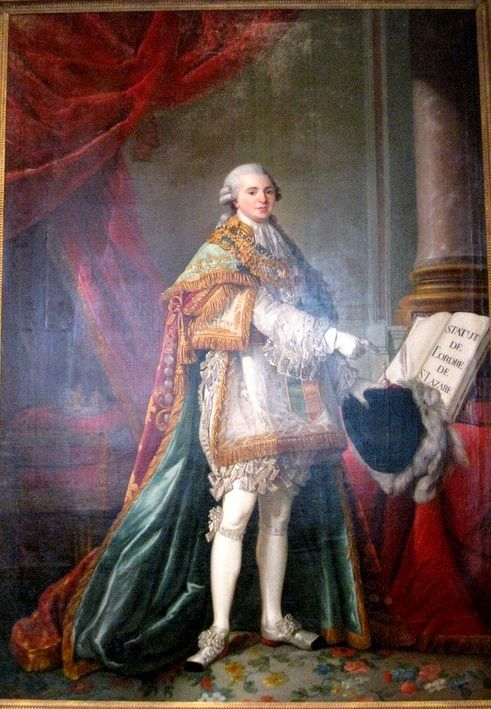
Retrato de Luis, conde de Provenza con el traje ceremonial de la orden. (óleo de Rémy-Furcy Descarsins, 1772)

Por razón de su origen múltiple las insignias de la orden no alcanzaron la uniformidad presente en órdenes similares, tanto en su diseño como en los colores utilizados.

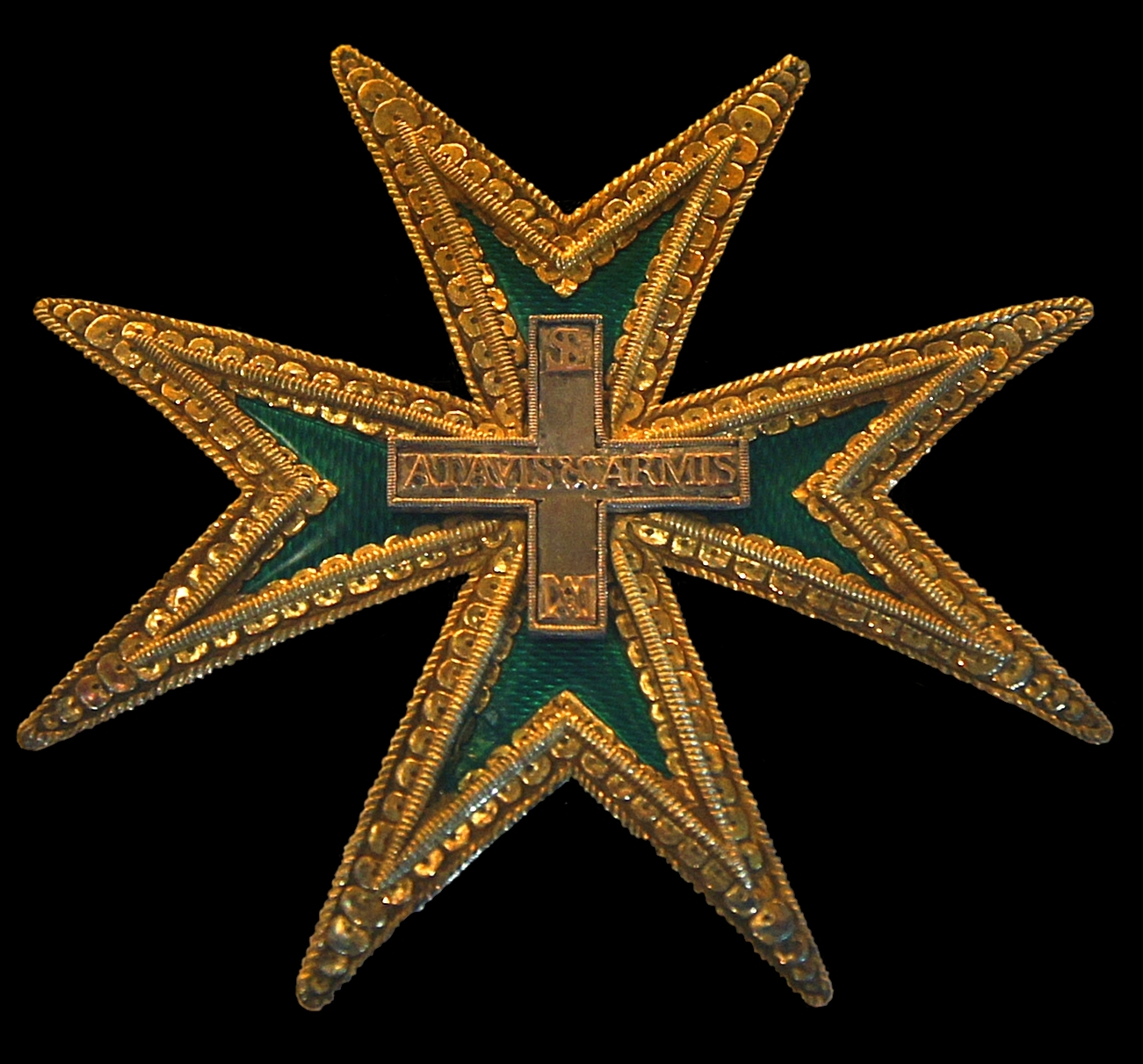
Placa de la orden que era llevada por los caballeros en la parte exterior de sus trajes.

La cruz de la orden consistía en una cruz de malta esmaltada en verde, con un borde ancho esmaltado en color blanco. Entre los brazos de la cruz se disponían flores de lis. Hacia la fase final de la orden, la cruz se remataba en ocasiones con una corona.
En el centro de la cruz se disponía un medallón oval, que en el anverso contaba con un relieve de Nuestra Señora del Carmen y en el reverso otro mostrando la Resurrección de Lázaro. Alrededor del reverso podía verse la inscripción del lema de la orden: ATAVIS ET ARMIS. En ocasiones los relieves se encontraban esmaltados.
La cinta de la orden era inicialmente de color amaranto, como la de la orden de Nuestra Señora del Monte Carmelo. En 1773, la cinta se cambió por el color verde propio de la orden de San Lázaro.
Desde 1779, la orden contó con un collar que se componía de distintas mallas de oro, unidas por las iniciales de la Virgen (AM, de Ave Maria) y de san Lázaro (SL).
Como otras órdenes de caballería, los caballeros llevaban una cruz o plata de tela cosida en la pechera de sus trajes de diario.